# Петровская волость (Александрийский уезд)
Петровская волость — административно-территориальная единица Александрийского уезда Херсонской губернии.
В конце 1880-х годов в состав волости вошла территория упразднённой Баштинской волости Александрийского уезда.
По состоянию на 1886 год состояла из 7 поселений, 7 сельских общин. Население 1483 человека (797 мужского пола и 686 женского), 254 дворовых хозяйства.
|                        | Площадь (в т. ч. пахотной) |
| ---------------------- | -------------------------- |
| Сельских общин         | 2113 (1083)                |
| Частной собственности  | 10 075 (4607)              |
| Казённой собственности | —                          |
| Другой собственности   | 33 (17)                    |
| Всего                  | 12 221 (5707)              |

Крупнейшие поселения волости:
- Петровка (Орловая балка) — село при реке Орловая балка в 35 верстах от уездного города, 337 человек, 73 двора, 3 лавки, кирпичный завод. За 4 версты — железнодорожная станция, буфет, 3 лавки, постоялый двор.
- Константиновка (Станишина) — село при реке Бешка и прудах, 343 человека, 72 двора, лавка.
- Хвощеватая (Орловая балка)[2] — село при реке Хвощеватка (Орловая балка), 189 человек, 37 дворов, православная церковь, школа.